# Суперкубок Англии по футболу 2002
Суперкубок Англии по футболу 2002 (англ. 2002 FA Community Shield) — 80-й розыгрыш Суперкубка Англии, ежегодного футбольного матча, в котором встречались победитель Премьер-лиги и обладатель Кубка Англии. Матч прошёл на стадионе «Миллениум» в Кардиффе 11 августа 2002 года. В нём встретились лондонский «Арсенал», чемпион Премьер-лиги в сезоне 2001/02 и обладатель Кубка Англии 2002 года, оформивший золотой дубль, и «Ливерпуль», финишировавший вторым в чемпионате. Матч закончился победой лондонцев со счётом 1:0. Матч посетили 67 337 зрителей.
Это был 16-й матч на Суперкубок Англии для «Арсенала» и 20-й для «Ливерпуля». Из-за целого ряда травм у «канониров», начать игру в стартовом составе получил возможность Сильвен Вильтор, игравший на левом фланге. У «мерсисайдцев» из-за длительной болезни отсутствовал стартовом составе, основной центральный защитник Маркус Баббель, и с первых минут его заменил полузащитник Эль-Хаджи Диуф, занявший позицию позади Майкла Оуэна и Эмиля Хески.
Единственный гол в матче, был забит вышедшим на замену Жилберту Силвой во втором тайме в дебютной для него игре за «Арсенал» и с передачи Денниса Бергкампа, ударом между ног вратаря Ежи Дудека. Арсен Венгер высоко оценил уровень игры в этом матче, в то время как тренер «Ливерпуля» Жерар Улье отметил нехватку концентрации и игровой практики у его команды. Победив в этом матче, «Арсенал» стал первой командой, выигравшей Суперкубок 11 раз и ознаменовал первое поражения «Ливерпуля» на стадионе «Миллениум».

## Перед матчем
Матчи на Суперкубок Англии впервые прошли 1908 году. Данная игра стала первой, после смены названия трофея с «Чарити Шилд» на «Комьюнити Шилд». С 1921 года, как правило трофей разыгрывали победитель Первого дивизиона Футбольной лиги и обладатель Кубка Англии. После образования в 1992 году Премьер-лиги, победитель турнира данного турнира заменил команду Футбольной лиги. Также из-за реконструкции стадиона «Уэмбли», с 2001 года матчи на Суперкубок проводились на «Миллениум».

## Отчёт о матче
| Арсенал            | 1:0   | Ливерпуль |
| ------------------ | ----- | --------- |
| Жилберту Силва 69′ | Отчёт |           |

| Арсенал | Ливерпуль |

| Арсенал:        |    |                 |             |
|                 |    |                 |             |
| GK              | 1  | Дэвид Симен     |             |
| RB              | 12 | Лоран           |             |
| CB              | 5  | Мартин Киоун    |             |
| CB              | 23 | Сол Кэмпбелл    |             |
| LB              | 3  | Эшли Коул       |             |
| RM              | 15 | Рэй Парлор      |             |
| CM              | 4  | Патрик Виейра   | 32'         |
| CM              | 17 | Эду             | 45'         |
| LM              | 11 | Сильвен Вильтор | 24'         |
| CF              | 10 | Деннис Бергкамп | 85'         |
| CF              | 14 | Тьерри Анри     | 45'         |
| Запасные:       |    |                 |             |
| GK              | 13 | Стюарт Тейлор   |             |
| DF              | 18 | Паскаль Сиган   |             |
| DF              | 20 | Мэттью Апсон    |             |
| MF              | 22 | Олег Лужный     |             |
| MF              | 28 | Коло Туре       | 85'         |
| MF              | 19 | Жилберту Силва  | 45' 69′ 76' |
| FW              | 30 | Жереми Альядьер |             |
| Главный тренер: |    |                 |             |
| Арсен Венгер    |    |                 |             |

| Ливерпуль:      |    |                 |         |
|                 |    |                 |         |
| GK              | 1  | Ежи Дудек       |         |
| RB              | 3  | Абел Шавьер     | 78'     |
| CB              | 4  | Сами Хююпия     |         |
| CB              | 2  | Стефан Аншо     |         |
| LB              | 30 | Джими Траоре    | 88'     |
| RM              | 13 | Эль-Хаджи Диуф  |         |
| CM              | 16 | Дитмар Хаманн   | 67'     |
| CM              | 17 | Стивен Джеррард | 6'      |
| LM              | 18 | Йон Арне Риисе  |         |
| CF              | 8  | Эмил Хески      | 74'     |
| CF              | 11 | Майкл Оуэн      | 85'     |
| Запасные:       |    |                 |         |
| GK              | 22 | Крис Кирклэнд   |         |
| DF              | 6  | Маркус Баббель  | 78'     |
| DF              | 23 | Джейми Каррагер |         |
| MF              | 28 | Брюно Шейру     | 85'     |
| MF              | 7  | Владимир Шмицер | 72'     |
| MF              | 13 | Дэнни Мерфи     | 67' 82' |
| FW              | 5  | Милан Барош     | 74'     |
| Главный тренер: |    |                 |         |
| Жерар Улье      |    |                 |         |

| Расшифровка позиций: |
| --- |
| GK — Goalkeaper — Вратарь RB — Right Back — Правый защитник СВ — Central Back — Центральный защитник LB — Left Back — Левый защитник RM — Right Midfielder — Правый полузащитник CM — Central Midfielder — Центральный полузащитник LM — Left Midfielder — Левый полузащитник CF — Central Forward — Центральный нападающий DF — Defender — Защитник MF — Midfielder — Полузащитник FW — Forward — Нападающий |

| Игрок матча - Мартин Киоун (Арсенал) Судейская бригада - Помощники главного арбитра: - Найджел Миллер (Дарем) - Тревор Кеттли (Королевские военно-воздушные силы Великобритании) - Четвёртый судья: Роб Стайлс (Хэмпшир) | Регламент матча: - 90 минут основного времени. - Послематчевые пенальти в случае необходимости. - Семь запасных с каждой стороны. - Максимальное количество замен — по шесть с каждой стороны. |